# Ambre-Bobaomby
Das Vulkanfeld Ambre-Bobaomby liegt an der Nordspitze der Insel Madagaskar. Der Vulkanismus in diesem Gebiet begann mit dem Aufbau eines großen basaltischen Massivs sowie kleineren pyroklastischen Strömen. Die vulkanischen Gesteine zeigen ein großes geochemisches Spektrum mit basaltischen, andesitischen, rhyolitischen, trachytischen und phonolitischen Zusammensetzungen. Am südlichen Ende des Massivs befinden sich einige jüngere Kegel und Kraterseen.

## Quelle
- Ambre-Bobaomby im Global Volcanism Program der Smithsonian Institution (englisch)